# دافودولا
دافودولا (بالإيطالية: Dovadola)‏ هي بلدية في مقاطعة فورلي تشيزينا في إقليم إميليا رومانيا الإيطالي.

## السكان
في سنة 1861 بلغ عدد السكان 2٬452 نسمة، وتطور العدد ليصل في سنة 2011 لـ 1٬661 نسمة.
يظهر هذا المخطط البياني تطور النمو السكاني لـ دافودولا